# Anton Guadagno
Anton Guadagno (Castellammare del Golfo, 2 maggio 1923 – Vienna, 16 agosto 2002) è stato un direttore d'orchestra italiano.

## Biografia
Ha studiato al Conservatorio di Palermo e all'Accademia Nazionale di Santa Cecilia, perfezionandosi al Mozarteum di Salisburgo con Herbert von Karajan.
Dopo aver vinto il primo premio in direzione d'orchestra nel 1948, ha lavorato nell'America meridionale e a Città del Messico.
Debutta negli Stati Uniti nel 1952 alla Carnegie Hall, mentre nella stagione 1958-59 ricopre la carica di assistente direttore al Metropolitan Opera. Dal 1966 al 1972 è direttore musicale della Philadelphia Lyric Opera Company; sempre negli anni settanta stringe un sodalizio trentennale con la Wiener Staatsoper dove è appuntato direttore stabile del repertorio italiano.
A partire dal 1984 diventa direttore stabile della Palm Beach Opera, posizione che detiene fino alla morte. Ha diretto spesso in occasione del Richard Tucker Gala e si è distinto in campo discografico nelle incisioni di dischi di arie d'opera.